# Dumitru Găleșanu
Dumitru Găleșanu (n. 5 decembrie 1955, comuna Tia Mare, sat Potlogeni, județul Olt) este un jurist, scriitor și poet-filosof postmodern, eseist și ilustrator de carte român.

## Repere biografice
Dumitru Găleșanu este fiul lui Aurica (n. Crăciunescu) și al lui Ion At. Găleșanu din comuna Tia Mare, sat Potlogeni, județul Olt – ambii agricultori și fiecare având la origini o ascendență românească, oltenească.
A absolvit cursurile școlare de învățământ preuniversitar la „Școala Generală cu clasele I-VIII” din localitatea natală Potlogeni, județul Olt (1962-1970), la Grupul Școlar de Chimie din Craiova, județul Dolj (1970-1973), precum și la Liceul de Matematică-Fizică „Vasile Roaită” din Râmnicu Vâlcea (1973-1979), ulterior devenit Colegiul Național „Mircea cel Bătrân” din Râmnicu Vâlcea, în perioada 1975-1976 întrerupând cursurile liceale, în vederea satisfacerii stagiului militar la București-Otopeni, într-o unitate militară de aviație, subunitatea Protecția Navigației Aeriene din cadrul Ministerului Apărării Naționale din România.
A urmat studii universitare de licență la Universitatea Babeș-Bolyai (UBB) din Cluj-Napoca, Facultatea de Drept, profilul Științe juridice, specializarea Drept (1981-1986).
1987, Lucrare de licență cu tema Principiul rezolvării prin mijloace pașnice a diferendelor internaționale. Coordonator: prof. Marțian I. Niciu.
Cursuri postuniversitare de perfecționare cu durata de un an, specializarea Drept civil - Drept comercial, la Universitatea Babeș-Bolyai din Cluj-Napoca, Facultatea de Drept (2003-2004). 
2004, Lucrare de absolvire cu tema Revendicarea proprietății private în sistemul Codului civil român și incidența legilor speciale reparatorii. Coordonator: prof. Liviu Pop.
Studii universitare de masterat: Master în drept (LL.M./LLM), specializarea Instituții de Drept Privat Român, la Universitatea „Lucian Blaga” din Sibiu (ULBS), Facultatea de Drept „Simion Bărnuțiu” (2004-2006).

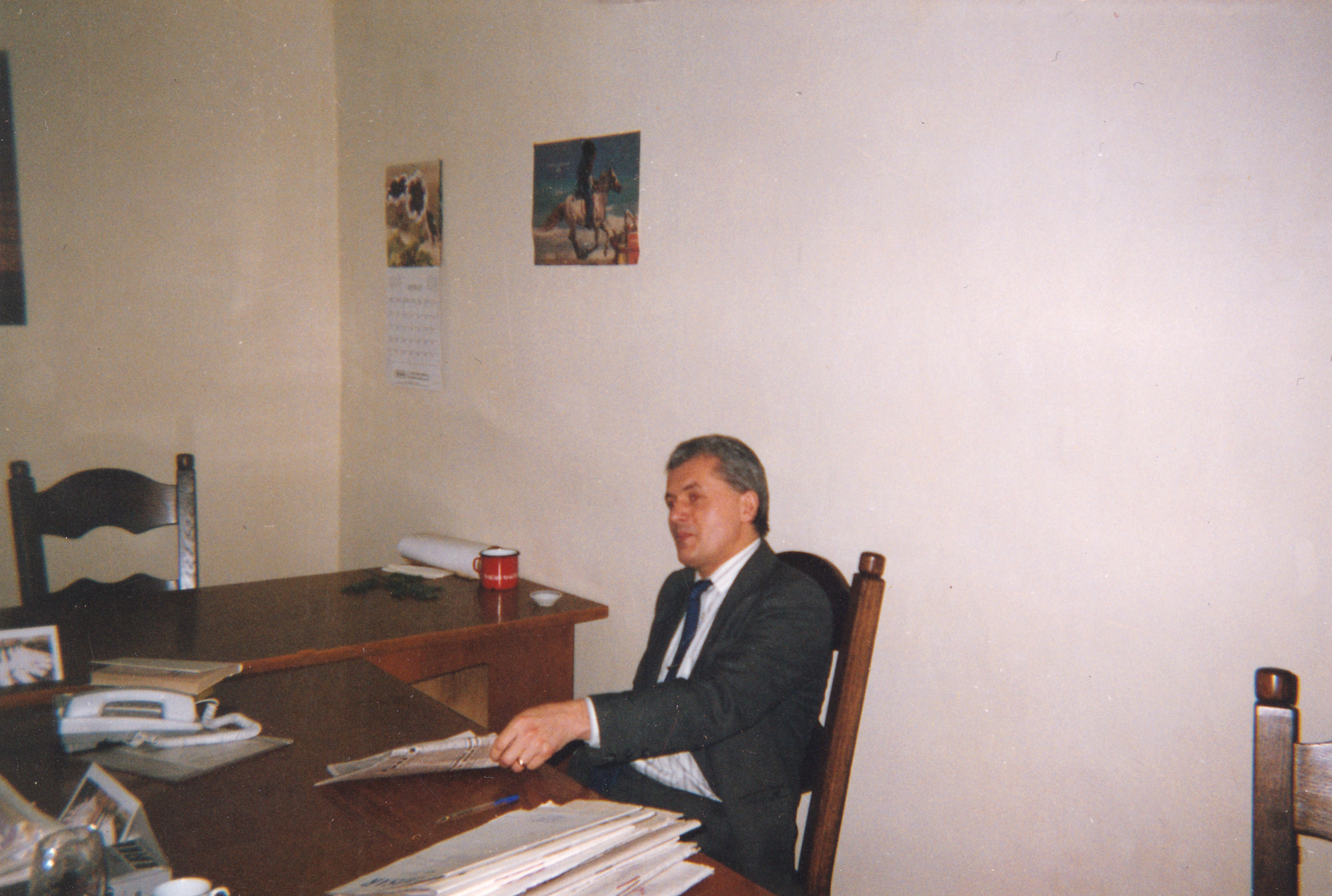
Dumitru Găleșanu la Judecătoria Râmnicu Vâlcea în 1995.

În perioada cuprinsă între 1 noiembrie 1989 – 3 septembrie 2014, a urmat cariera profesională în Justiția română, îndeplinind funcția de magistrat-judecător, mai întâi la Secția mixtă (penală, civilă) a Judecătoriei Râmnicu Vâlcea – până la data de 31 octombrie 1997, și continuând apoi la Secția I civilă din cadrul Tribunalului Vâlcea, județul Vâlcea.
Pasiunea lui pentru literatură și frumosul cultural-artistic, în special pentru poezie,  a luat naștere încă din copilărie, în perioada anilor pe când frecventa cursurile Școlii Generale din localitatea natală, iar ea se hrănește din dragostea sa continuă și neîntreruptă pentru artă și cunoaștere în general, în orientarea și evoluția artistică ulterioară fiind atras de scrierile creative și ideile novatoare din epoci social-culturale diferite, ale mai multor scriitori și poeți, liber-cugetători și oameni de știință, 
un rol de seamă avându-l în acest sens lectura operelor scrise de: Mihai Eminescu, Lucian Blaga, Nichita Stănescu, Marco Lucchesi, Platon, Immanuel Kant, Georg Wilhelm Friedrich Hegel, Albert Einstein, Erwin Schrödinger, Werner Karl Heisenberg, Hubert Reeves, Stephen W. Hawking și alții. 
În timpul anilor de studii și în paralel cu activitatea profesională desfășurată, el nu a încetat să participe activ la viața culturală, în aceeași perioadă reușind să schițeze în manuscris și să dea formă definitivă unei bune părți a scrierilor sale, care au fost publicate mai târziu la diferite case de editură din România.
În literatura contemporană, Dumitru Găleșanu a fost remarcat de critica literară de specialitate ca un poet-filosof metafizic „(…) iubitor de cunoaștere. Un autor pasionat care se hrănește din poezia europeană, capabil să găsească expresivitatea potrivită într-un limbaj care îmbină cunoștințele filosofice cu cele științifice și arta poetică.”

## Activitatea literară și publicistică
Studii și articole în aria ocupațională juridică, incluse în vol. 1st International Congress on Foundational Research in Law and Philosophy of Law: Bucharest, 28-29 May 2005, coord. acad. Alexandru Boboc ș.a. -Ed. Cartea Universitară, București, 2006, pp.124-153 și în Revista critică de drept și de filosofia dreptului, vol.2, nr.1-2, martie-iunie 2005, pp.44-58, ISSN 1841-4591.  

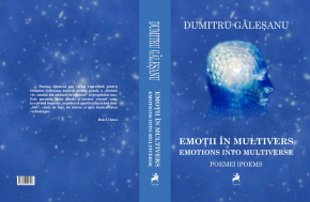
Emoții în Multivers, Ed. Tracus Arte, București, 2010

A debutat editorial, în 25 iulie 2010, cu volumul lirico-filosofic Emoții în multivers/Emotions into multiverse, ediție bilingvă româno-engleză, la Ed. Tracus Arte din București, editură cu care a continuat să coopereze și în anii imediat următori. A colaborat, de asemenea, cu Ed. Eikon și cu Editura Univers Enciclopedic Gold din București. 

Din anul 2012 a publicat creații literare în reviste naționale și internaționale de artă și cultură, precum: New York Magazin și Gracious Light/Lumină Lină (New York), Armonii Culturale (Adjud), Noua Provincia Corvina (Hunedoara), Destine Literare (Montréal), Il Convivio și Cultura e Prospettive (Castiglione di Sicilia), Banchetul (Petroșani), Vatra veche (Târgu Mureș), Lumina Lumii (Râmnicu Vâlcea), Oltart (Slatina), Romanian Global News (București) ș.a.

## Afilieri literare
A fost membru al Societății Literare „Anton Pann” din Râmnicu Vâlcea (noiembrie 1986 - ianuarie 1990). Membru al Asociației Culturale „Euterpe” APS din Jesi - Ancona, Italia. Membru al Academiei Internaționale „Il Convivio”, Castiglione di Sicilia - Catania, Italia.

## Opera literară. Cărți publicate
- Emoții în multivers/Emotions into multiverse, ediție româno-engleză, Ed. Tracus Arte, București, 2010.[27]
- Pe corzile luminii/Sulle stringhe di luce, ediție româno-italiană, Ed. Tracus Arte, București, 2011.[28]
- Fugă spre roșu/Fuggire verso il rosso, ediție româno-italiană, Ed. Tracus Arte, București, 2012.[29]
- Însemnele materiei/Insegne della materia, ediție româno-italiană, Ed. Tracus Arte, București, 2013.[30]
- Addéndum, ediție româno-italiană-engleză, Ed. Tracus Arte, București, 2014.
- Ante*metafizica: antologie lirică de autor. Ediția I - ediție bibliofilă, Editura Eikon, Cluj-Napoca, 2015.
- Tratat pentru nemurire/Trattato per l’immortalità, ediție româno-italiană, Ed. Tracus Arte, București, 2016.[31]
- Axiomele infinității/Assiomi dell’infinità, ediție româno-italiană, Ed. Tracus Arte, București, 2017.[32]
- Ante*metafizica: antologie lirică, ediția a II-a revizuită și adăugită, Ed. Eikon, București, 2018.
- Poetică metafizică/Poetica metafisica, ediție româno-italiană, Ed. Tracus Arte, București, 2019.[33]
- Luminile omului: lirica filosofică, Ed. Univers Enciclopedic Gold, București, 2020, ISBN 978-606-704-783-7.
- The Lights of Man: the philosophical lyric poetry, traducere în limba engleză, Ed. Eikon, București, 2021, ISBN 978-606-49-0465-2.
- Le luci dellʼuomo: lirica filosofica, traducere în limba italiană, Ed. Eikon, București, 2021, ISBN 978-606-49-0464-5.
- In aeternum poetic@, Ed. Eikon, București, 2022, ISBN 978-606-49-0626-7.[34]
- Mirabile iubiri. Antologie de gânduri și amintiri/Mirabili amori. Antologia di pensieri e ricordi, proză, ediție bilingvă româno-italiană, Ed. Eikon, București, 2023, ISBN 978-606-49-1005-9.[35]

## Prezență în antologii
- Maratonul de poezie, blues și jazz 2012, Ed. Tracus Arte, București, 2012.[36]
- Meridiane Lirice – Antologie Universală a Poeziei Românești Contemporane (124 Poeți contemporani), coord. Gheorghe A. Stroia, Ed. Armonii Culturale, Adjud, 2012.
- Antologia scriitorilor români contemporani din întreaga lume. Starpress 2014/Lʼantologia degli scrittori romeni contemporanei del mondo intero, coord. Ligya Diaconescu, ediție româno-italiană, Ed. Fortuna, Râmnicu Vâlcea, 2014.[37]
- Actori printre Astre. Antologie de poezie contemporană românească, vol.1, coord. Gheorghe A. Stroia, Ed. Armonii Culturale, Adjud, 2016.
- (it) Tu sai che era amore – LʼAntologia delle opere vincitrici della IX Edizione del “Premio Internazionale di Poesia Don Luigi Di Liegro 2017”, coord. Renato Fiorito, Ed. Ilmiolibro self publishing, Roma, 2017.
- În dialog cu inima. Interviuri cu scriitori români contemporani, vol.4, Gheorghe A. Stroia, Ed. Armonii Culturale, Adjud, 2018, pp.136-155, ISBN 978-606-746-449-8;
- (it) Antologia della VII edizione Premio Nazionale di Poesia “L’arte in versi” (Autori Vari), coord. Lorenzo Spurio, Ed. Associazione Culturale Euterpe APS, Jesi, (AN), 2018.
- (it) Autori vari. Antologia – X° Concorso letterario nazionale “Città di Cologna Spiaggia”, Ed. Associazione Culturale Il Faro, Cologna Spiaggia di Roseto degli Abruzzi (TE), 2019;
- (it) Fiori di Poesia [Per la Giornata Mondiale della Poesia], coord. Lorenzo Spurio, Ed. Associazione di Promozione Sociale Euterpe, Jesi (AN), 2022.
- (es) Poeme peregrine: antologie de poezie contemporană românească/Poemas peregrinos: antología de poesía rumana contemporanea, coord. Carmen Bulzan, ediție româno-spaniolă, Ed. Kult, Drobeta-Turnu Severin, 2022, ISBN 978-606-95452-8-7.
- (es) Poemas Peregrinos: antología de poesía rumana contemporánea, ediție spaniolă, Carmen Bulzan (autor) și Luis Cruz-Villalobos (editor), Ed. Independently Poetry, Santiago de Chile, 2023, ISBN 979-839-02837-5-2.[38]
- (de) Antologia Rumänische Lyrikanthologie - Von den Anfängen bis heute, Band VI ("Antologie de lirică română de la începuturi și până astăzi, Vol. VI"), de Christian W. Schenk, ediție germană, Editura Dionysos, Boppard, 2024, ISBN 979-888-372-4830.[39]

## Premii și distincții
- Premiat cu Mențiune de Revista Internațională Româno-Canado-Americană Starpress, Concursul Internațional de Poezie și Proză „Starpress 2012” (pentru românii din întreaga lume), secțiunea Poezie, ediția a III-a, Mangalia (25.VIII.2012).
- Diploma de excelență acordată de Asociația cultural-umanitară și științifică Provincia Corvina Hunedoara – Redacția Noua Provincia Corvina: „pentru valoarea operei sale multilingve, știința poeziei și consecventa colaborare în anul 2013”,  Hunedoara (22.II.2014).
- Premio alla Carriera, Concursul Internațional „Poesia, Prosa ed Arti figurative” e Premio teatrale „Angelo Musco” - «Il Convivio» 2016, ediția a XVI-a, secțiunea „Libro edita. Poesia”, Giardini-Naxos di Messina, Sicilia, Italia (30.X.2016)[40]
- Finalist și medalia de onoare, Concursul Internațional «Premio Internazionale di Poesia Don Luigi Di Liegro» 2017, ediția a IX-a, secțiunea „Poesia inedita”,  pentru lucrarea Urbi et orbi, Roma (01.XII.2017)[41]
- Premiul special pentru cea mai bună carte a unui autor străin [Premio speciale per miglior libro di autore straniero], Concursul Premio Nazionale di Poesia «L’arte in versi» 2018, ediția a VII-a, cu opera Tratat pentru nemurire/Trattato per l'immortalità, Jesi (AN), Italia (10.XI.2018)[42]
- Premiul special "Provincia di Teramo", Concursul Literar Național «Città di Cologna Spiaggia» 2019, ediția a X-a, secțiunea „Silloge poetica”, pentru volumul Axiomele infinității, Cologna Spiaggia di Roseto degli Abruzzi (TE), Italia (29.IX.2019)[43]
- Premiul de excelență în domeniul «Literatură - Poezie», acordat de Forumul Cultural al Râmnicului pentru elaborarea și publicarea volumelor: Tratat pentru nemurire (2016) și Ante*metafizica, ediția a II-a, revăzută și adăugită (2018), Râmnicu Vâlcea (30.III.2017 și 05.III.2019).
- Diploma și medalia de onoare, Concursul literar „Città di Grottammare” 2020, ediția a XI-a, secțiunea „Libro edito di poesia”, pentru opera Trattato per l'immortalità, Grottammare (AP), Italia (28.VI.2020)[44]
- Premiul al II-lea [Secondo classificato], Concursul Internațional „Poesia, Prosa ed Arti figurative” - «Il Convivio» 2020, secțiunea „Libro edito in lingua straniera”, cu opera Tratat pentru nemurire, Giardini-Naxos di Messina, Italia (25.X.2020)[45]

## Aprecieri critice
- Mircea Nicolae Rusu
- Marco Lucchesi
- Basarab Nicolescu
- Eugen Simion
- Eugen Negrici

## Cărți proprii ilustrate cu lucrări grafice digitale-Selecție
- 2019, Dumitru Găleșanu, Poetică metafizică/Poetica metafisica, Ed. Tracus Arte.
- 2020, Dumitru Găleșanu, Luminile omului: lirica filosofică, Ed. Univers Enciclopedic Gold.
- 2021, Dumitru Găleșanu, The Lights of Man: the philosophical lyric poetry, Ed. Eikon.
- 2021, Dumitru Găleșanu, Le luci dellʼuomo: lirica filosofica, Ed. Eikon.
- 2022, Dumitru Găleșanu, In aeternum poetic@, Ed. Eikon.
- 2023, Dumitru Găleșanu, Mirabile iubiri. Antologie de gânduri și amintiri/Mirabili amori. Antologia di pensieri e ricordi, Ed. Eikon.

## Galerie imagini

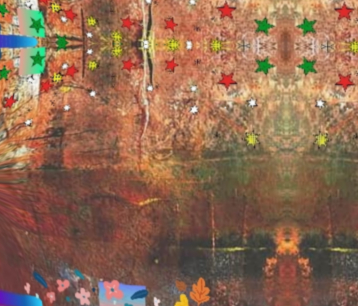
Oază de liniște (2020)
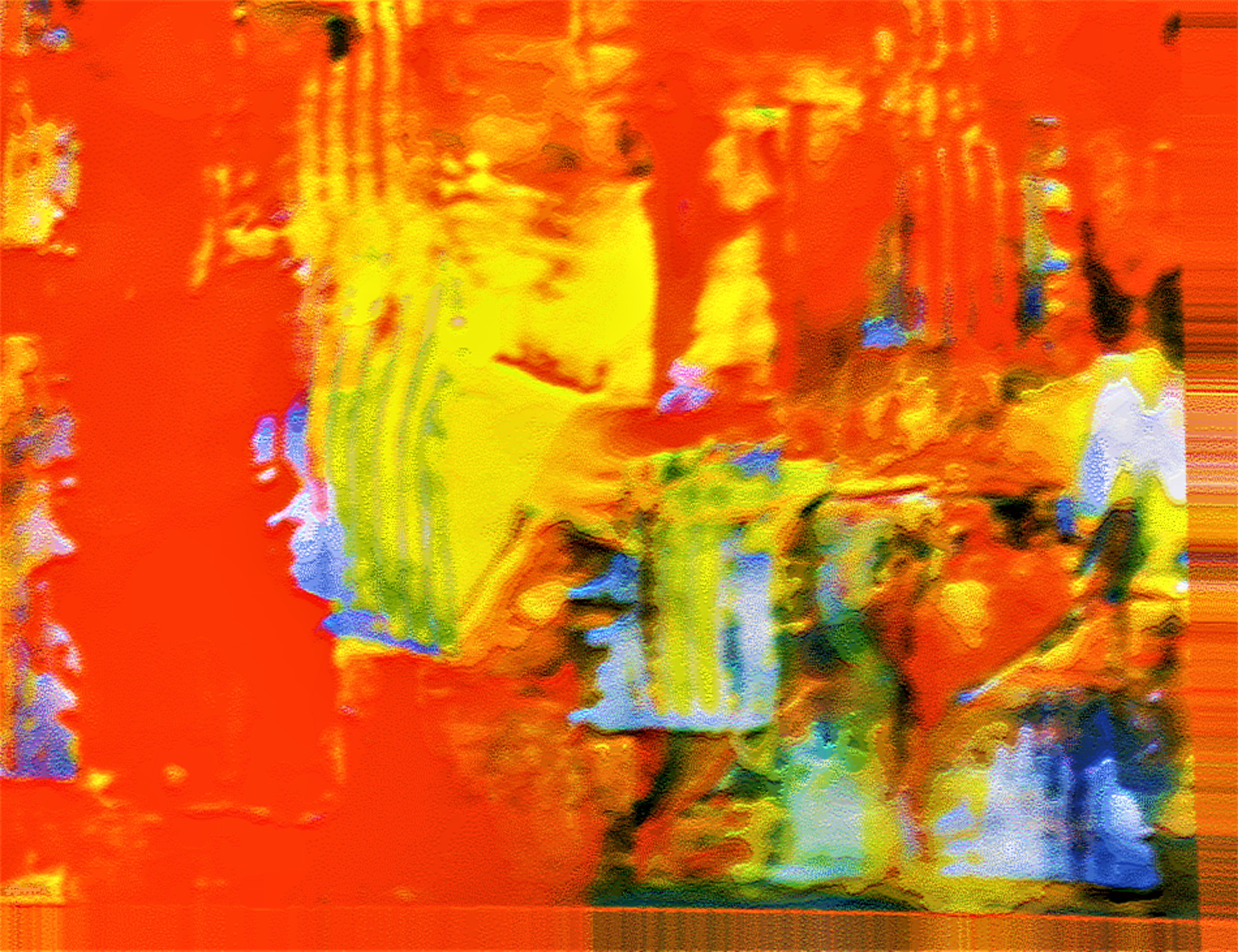
Detaliu (2022)
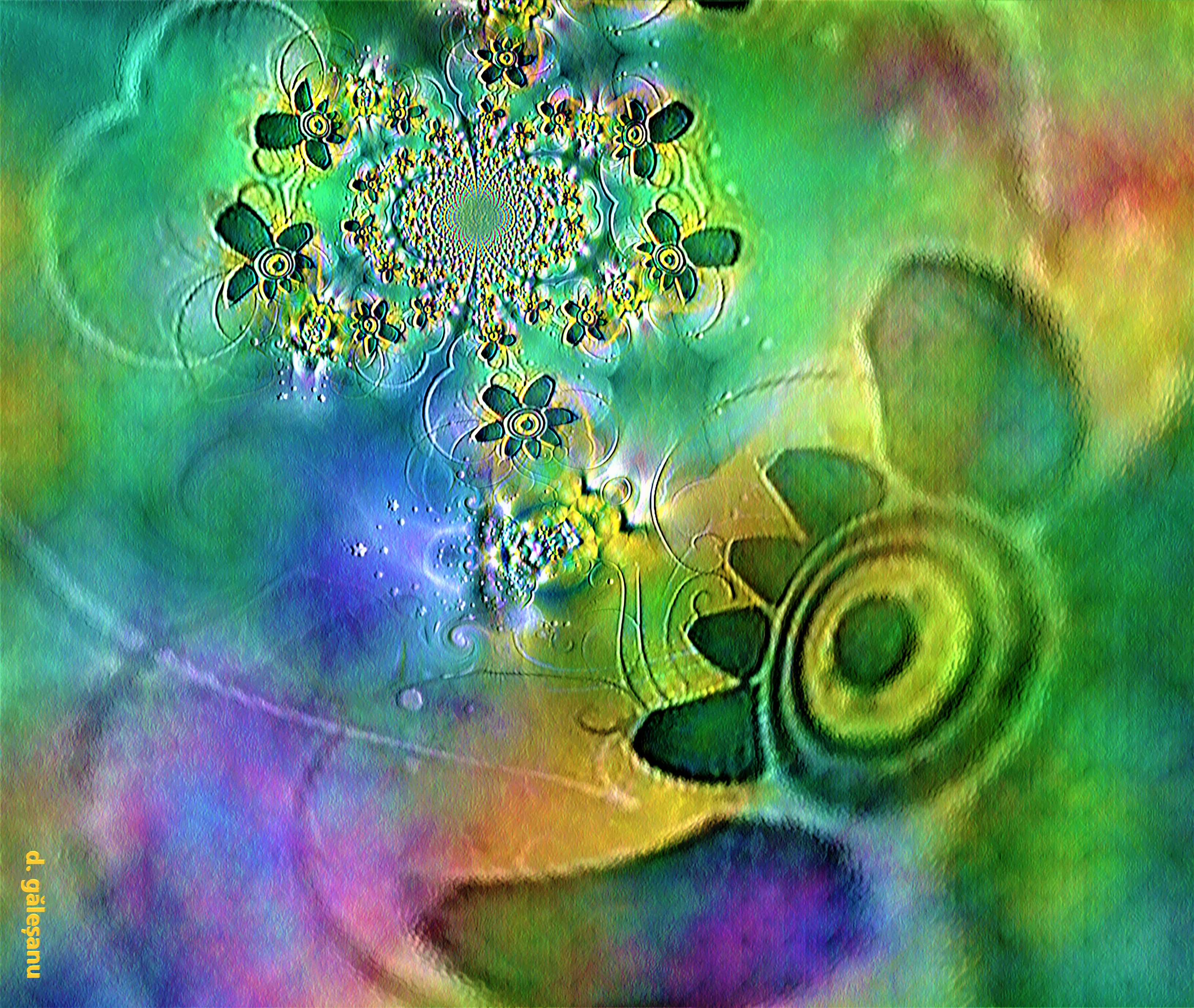
Stampă (2022)
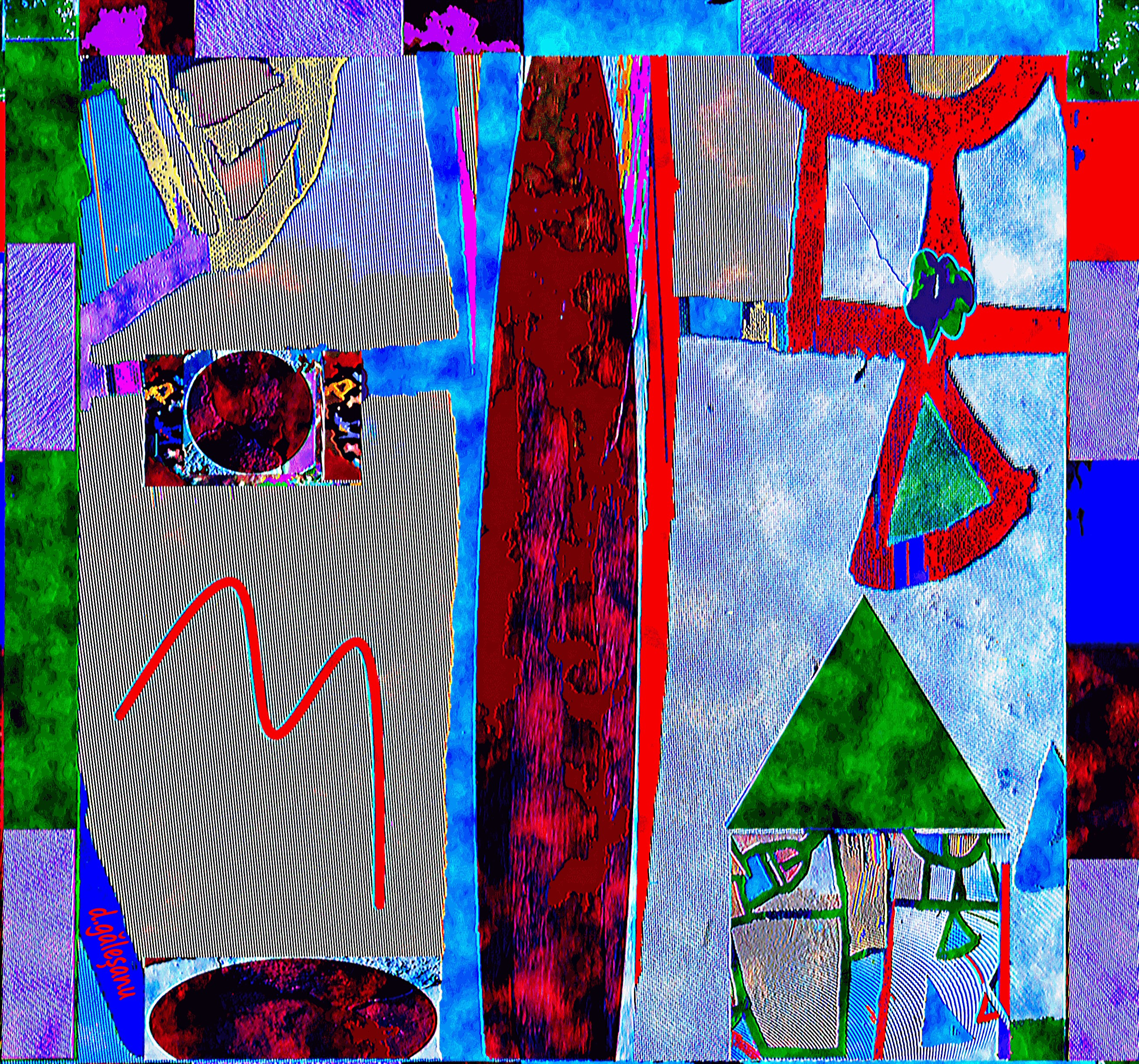
Acasă (2023)
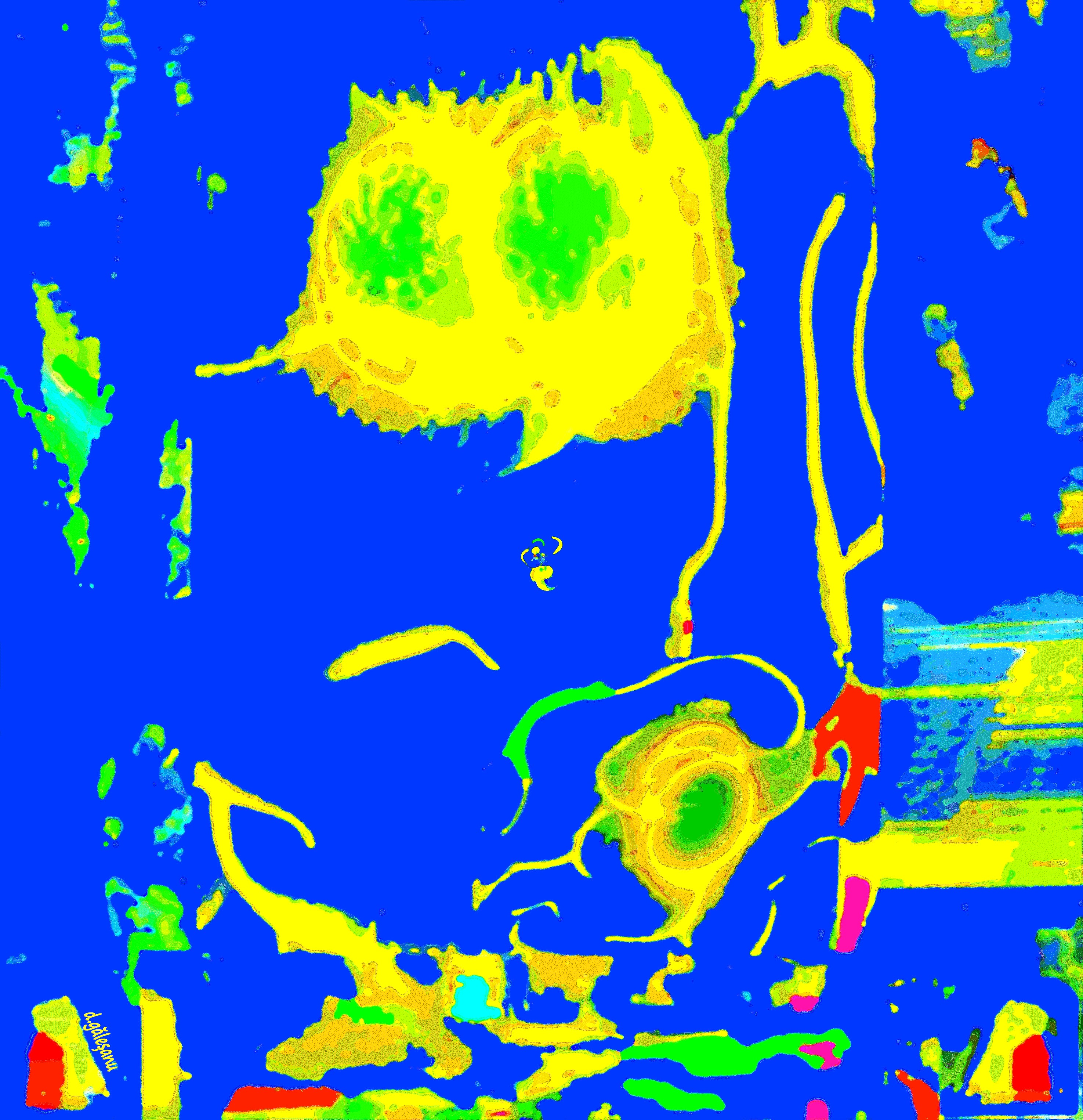
Conexiuni (2023)
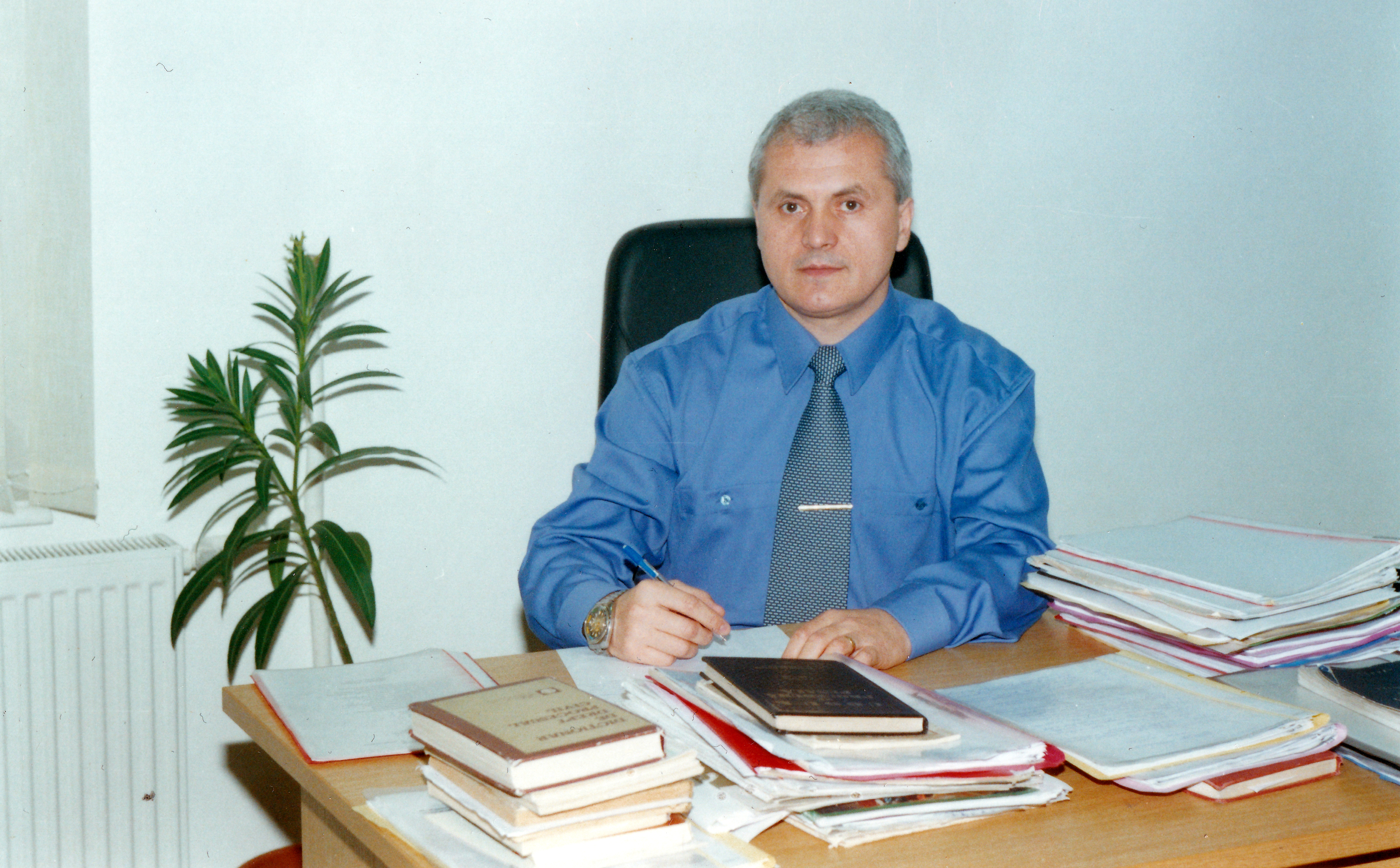
Dumitru Găleșanu în 2000
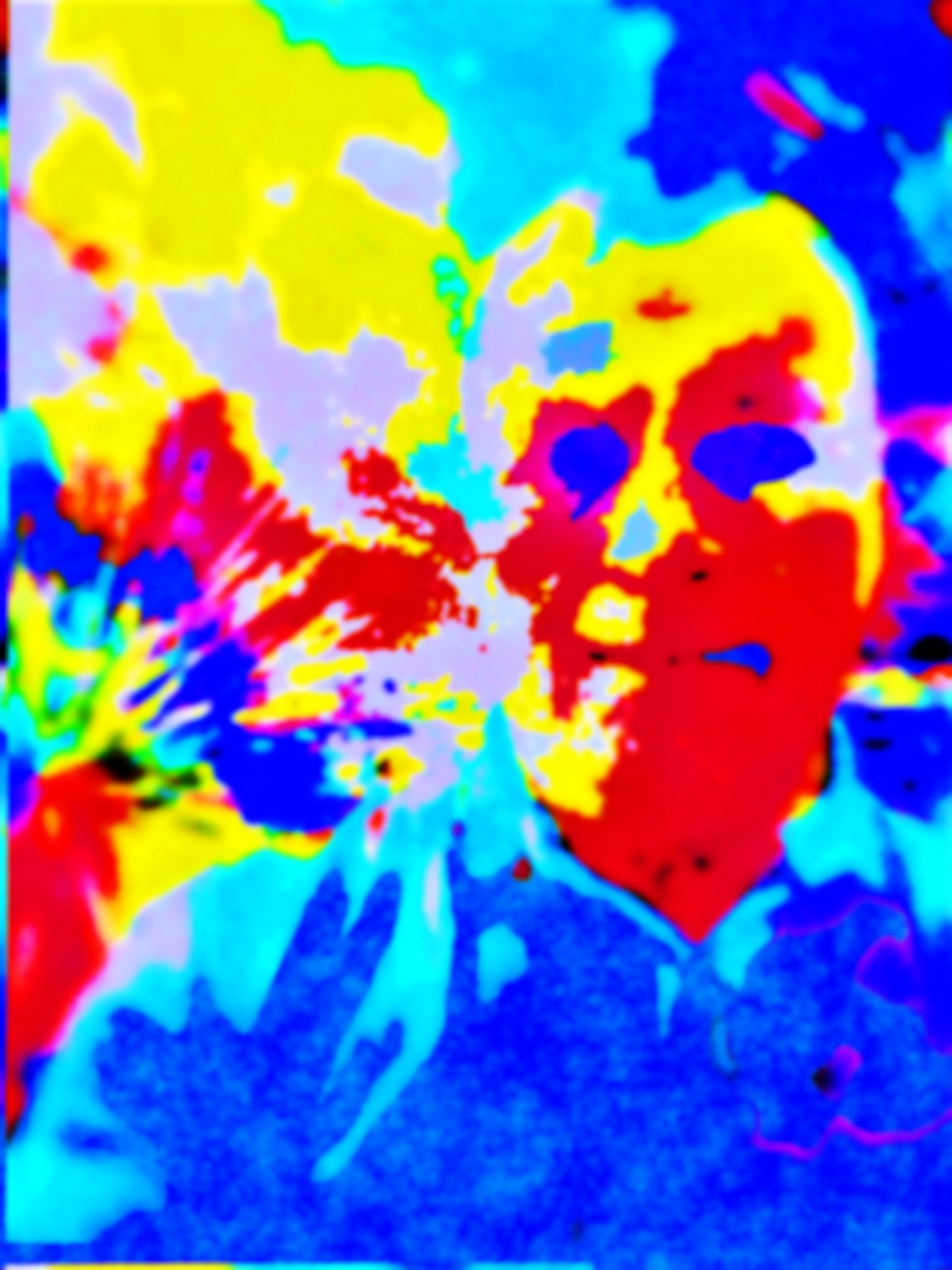
Dumitru Găleșanu - Autoportret (2023), Colecție particulară

## Fragmente audio
| Cândva… tu și eu Carmen Movileanu recitând „Cândva… tu și eu” Probleme cu rularea acestui fișier? Vezi pagina de ajutor .                       | Limerick Mircea Neacșa recitând „Limerick” Probleme cu rularea acestui fișier? Vezi pagina de ajutor .                                                           |
| Meditând în jurul unei idei Carmen Movileanu recitând „Meditând în jurul unei idei” Probleme cu rularea acestui fișier? Vezi pagina de ajutor . | Nu sunt utopic și nici modernist Carmen Movileanu recitând „Nu sunt utopic și nici modernist” Probleme cu rularea acestui fișier? Vezi pagina de ajutor .        |
| Ylem Carmen Movileanu recitând „Ylem” Probleme cu rularea acestui fișier? Vezi pagina de ajutor .                                               | Zbor în decor al ideii înseși de zbor Mircea Neacșa recitând „Zbor în decor al ideii înseși de zbor” Probleme cu rularea acestui fișier? Vezi pagina de ajutor . |